# Malletia pacifica
Malletia pacifica is een tweekleppigensoort uit de familie van de Malletiidae. De wetenschappelijke naam van de soort is voor het eerst geldig gepubliceerd in 1897 door Dall.